# Hylocryptus
A Hylocryptus a madarak (Aves) osztályának verébalakúak (Passeriformes) rendjébe és a fazekasmadár-félék (Furnariidae) családjába tartozó nem.

## Rendszerezés
A nembe az alábbi 2 faj tartozik:
- Hylocryptus rectirostris
- Hylocryptus erythrocephalus